# Phyllophaga ilicis
Phyllophaga ilicis är en skalbaggsart som beskrevs av August Wilhelm Knoch 1801. Phyllophaga ilicis ingår i släktet Phyllophaga och familjen Melolonthidae. Inga underarter finns listade i Catalogue of Life.